# Ameisenjäger
Die Ameisenjäger (Zodariidae) sind eine Familie der Echten Webspinnen aus der Überfamilie der Zodarioidea. Die Familie umfasst weltweit 83 Gattungen und 1112 Arten, von denen jedoch nur einige Arten der Gattung Zodarion in Mitteleuropa heimisch sind. (Stand: Juli 2016)

## Beschreibung und Lebensweise

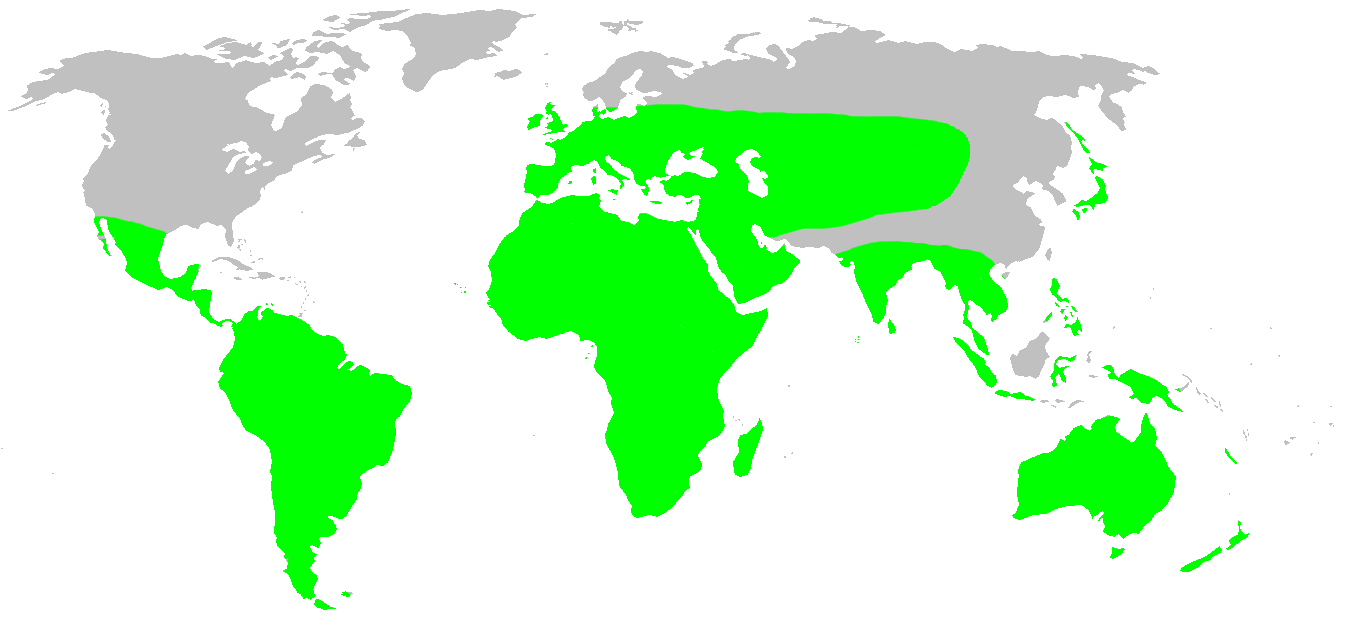
Verbreitungskarte der Ameisenjäger

Die meisten Vertreter dieser Familie jagen Ameisen (Formicidae), doch sind auch manche Springspinnen (Salticidae) und Glattbauchspinnen (Gnaphosidae) auf den Fang von Ameisen spezialisiert. Es gibt Zodariidae, die wie Ameisen aussehen. Obwohl jede Art der Art Ameise ähnelt, die sie jagt, ist die Ähnlichkeit nicht sehr groß. Die Spinnen leben in der Nähe eines Ameisennestes und nutzen ihre ameisenähnlichen Verhaltensweisen, um im Nest unbehelligt ein und aus zu gehen. Die Spinnen gehen nur auf den drei hinteren Beinpaaren; wenn sie einer Ameise begegnen, berühren sie diese mit ihren Vorderbeinen, wie dies eine Ameise mit ihren Antennen tun würde. Sollten sie bereits eine Ameise gefangen haben, bieten sie diese der anderen Ameise an; sie werden dann für eine andere Ameise gehalten, die eine tote Artgenossin aus dem Nest trägt.
Vermutlich dient die Ähnlichkeit mit Ameisen auch dem Schutz vor Fraßfeinden, die die vermeintlich ungenießbare Ameise verschmähen.

## Systematik
Der World Spider Catalog listet für die Ameisenjäger aktuell 83 Gattungen und 1112 Arten. (Stand: Juli 2016)
- Acanthinozodium Denis, 1966
- Akyttara Jocqué, 1987
- Amphiledorus Jocqué & Bosmans, 2001
- Antillorena Jocqué, 1991
- Asceua Thorell, 1887
- Aschema Jocqué, 1991
- Asteron Jocqué, 1991
- Australutica Jocqué, 1995
- Ballomma Jocqué & Henrard, 2015
- Basasteron Baehr, 2003
  - Basasteron leucosemum (Rainbow, 1920)
- Caesetius Simon, 1893
- Capheris Simon, 1893
- Cavasteron Baehr & Jocqué, 2000
- Chariobas Simon, 1893
- Chilumena Jocqué, 1995
- Cicynethus Simon, 1910
- Colima Jocqué & Baert, 2005
- Cryptothele L. Koch, 1872
- Cybaeodamus Mello-Leitão, 1938
- Cydrela Thorell, 1873
- Cyrioctea Simon, 1889
- Diores Simon, 1893
- Dusmadiores Jocqué, 1987
- Epicratinus Jocqué & Baert, 2005
- Euasteron Baehr, 2003
- Euryeidon Dankittipakul & Jocqué, 2004
- Forsterella Jocqué, 1991
  - Forsterella faceta Jocqué, 1991
- Habronestes L. Koch, 1872
- Heliconilla Dankittipakul, Jocqué & Singtripop, 2012
- Heradida Simon, 1893
- Heradion Dankittipakul & Jocqué, 2004
- Hermippus Simon, 1893
- Hetaerica Rainbow, 1916
- Holasteron Baehr, 2004
- Ishania Chamberlin, 1925
- Lachesana Strand, 1932
- Leprolochus Simon, 1893
- Leptasteron Baehr & Jocqué, 2001
- Leviola Miller, 1970
  - Leviola termitophila Miller, 1970
- Lutica Marx, 1891
- Malayozodarion Ono & Hashim, 2008
  - Malayozodarion hoiseni Ono & Hashim, 2008
- Mallinella Strand, 1906
- Mallinus Simon, 1893
- Masasteron Baehr, 2004
- Mastidiores Jocqué, 1987
  - Mastidiores kora Jocqué, 1987
- Microdiores Jocqué, 1987
- Minasteron Baehr & Jocqué, 2000
- Neostorena Rainbow, 1914
- Nostera Jocqué, 1991
- Notasteron Baehr, 2005
- Omucukia Koçak & Kemal, 2008
- Palaestina O. Pickard-Cambridge, 1872
- Palfuria Simon, 1910
- Palindroma Jocqué & Henrard, 2015
- Parazodarion Ovtchinnikov, Ahmad & Gurko, 2009
  - Parazodarion raddei (Simon, 1889)
- Pax Levy, 1990
- Pentasteron Baehr & Jocqué, 2001
- Phenasteron Baehr & Jocqué, 2001
- Platnickia Jocqué, 1991
- Procydrela Jocqué, 1999
- Psammoduon Jocqué, 1991
- Psammorygma Jocqué, 1991
- Pseudasteron Jocqué & Baehr, 2001
  - Pseudasteron simile Jocqué & Baehr, 2001
- Ranops Jocqué, 1991
- Rotundrela Jocqué, 1999
- Selamia Simon, 1873
- Spinasteron Baehr, 2003
- Storena Walckenaer, 1805
- Storenomorpha Simon, 1884
- Storosa Jocqué, 1991
- Subasteron Baehr & Jocqué, 2001
  - Subasteron daviesae Baehr & Jocqué, 2001
- Suffasia Jocqué, 1991
- Suffrica Henrard & Jocqué, 2015
- Systenoplacis Simon, 1907
- Tenedos O. Pickard-Cambridge, 1897
- Thaumastochilus Simon, 1897
- Tropasteron Baehr, 2003
- Tropizodium Jocqué & Churchill, 2005
- Trygetus Simon, 1882
- Workmania Dankittipakul, Jocqué & Singtripop, 2012
- Zillimata Jocqué, 1995
  - Zillimata scintillans (O. Pickard-Cambridge, 1869)
- Zodariellum Andreeva & Tyschchenko, 1968
  - Zodariellum surprisum Andreeva & Tyschchenko, 1968
- Zodarion Walckenaer, 1826
  - Zodarion germanicum (C. L. Koch, 1837)